# David Amram
David Amram (Filadèlfia, 17 de novembre de 1930) és un compositor de cinema i escriptor estatunidenc.

## Joventut i educació
Amram va néixer a Filadèlfia, fill de l'estudiós jurídic Philip Werner Amram. Va estudiar al Conservatori de Música d'Oberlin entre 1948 i 1949, i va obtenir una llicenciatura en història europea a la Universitat George Washington el 1952. El 1955 es va matricular a l'Escola de Música de Manhattan, on va estudiar amb Dimitri Mitropoulos, Vittorio Giannini i Gunther Schuller. Amb Schuller va estudiar trompa francesa.

## Carrera
Gravació i actuació
Com a company o líder, Amram ha treballat amb Aaron Copland, Thelonious Monk, Dizzy Gillespie, Charles Mingus, Jack Kerouac, Sonny Rollins, Lionel Hampton, Stan Getz, George Barrow, Jerry Dodgion, Paquito D'Rivera, Pepper Adams, Arturo Sandoval, Oscar Pettiford, Allen Ginsberg, Mary Lou Williams, Kenny Dorham, Ray Barretto, Wynton Marsalis i altres. També ha treballat amb una àmplia gamma de figures del folk, el pop i el country, com Bob Dylan, les germanes Roche, Pete Seeger, Odetta, Willie Nelson, Oscar Brand, Judy Collins, Peter Yarrow, Tom Paxton, Phil Ochs, Josh. White, Patti Smith, Arlo Guthrie i altres.
El 1956, el productor Joseph Papp va contractar Amram per compondre partitures per al "Festival Shakespeare" de Nova York. Amb els anys, Amram va compondre partitures per a 25 de les produccions de Papp, incloses diverses presentacions de "Shakespeare in the Park". El 1961 va servir com a compositor convidat en residència a l'Escola i Festival de Música de Marlboro.
El 1957, Amram, juntament amb Jack Kerouac i els poetes Howard Hart i Philip Lamantia, van organitzar una de les primeres lectures de poesia amb jazz a la "Brata Art Gallery"" a East 10th Street, a Nova York.
El 1966 Leonard Bernstein va triar Amram com el primer compositor resident de la Filharmònica de Nova York. Ha actuat com a director i/o solista amb la Brooklyn Philharmonic Orchestra, Toronto Symphony Orchestra, Milwaukee Symphony Orchestra, Indianapolis Symphony Orchestra, Montreal Symphony Orchestra, Grant Park Symphony Orchestra i per al National Jewish Arts Festival. Ha dirigit al Carnegie Hall de Nova York i a l'Avery Fisher Hall, entre altres llocs de prestigi.
L'Agència d'Informació dels Estats Units va patrocinar una sèrie de gires musicals internacionals d'Amram, incloses les visites al Brasil (1969); Kenya (1975); Cuba (1977); i l'Orient Mitjà (1978).
Les obres orquestrals d'Amram inclouen Variacions simfòniques sobre una cançó de Woody Guthrie, (encarregada per la Fundació Woody Guthrie i estrenada el 2007) i Three Songs: A Concerto for Piano and Orchestra (escrita i estrenada pel pianista Jon Nakamatsu el 2009). Va dirigir una orquestra de 15 peces per a l'àlbum de Betty Carter de 1982 Whatever Happened to Love?.

Amram és un ferm defensor de l'educació musical. Durant més d'un quart de segle va ser director musical de programes de concerts juvenils i familiars per a la Filharmònica de Brooklyn. Amram ha dit:
| « | "És tremendament important que els professionals treballin amb els joves. Aquesta és la manera com es crea una veritable cultura musical, no a través del marxandatge, sinó a través de l'amor". | » |

## Cinema i televisió
El 1959, Amram va escriure la partitura i va aparèixer al curtmetratge de Robert Frank/Alfred Leslie Pull My Daisy, que comptava amb Jack Kerouac, Allen Ginsberg, Peter Orlovsky i Gregory Corso.
Va compondre partitures per a les pel·lícules d'Elia Kazan Splendor in the Grass (1961) i The Arrangement (1969), i per a les pel·lícules de John Frankenheimer The Young Savages (1961) i The Manchurian Candidate (El missatger de la por, 1962). (Va compondre la partitura de la pel·lícula de 1964 de Frankenheimer Seven Days in May, però va ser rebutjada i substituïda per una partitura de Jerry Goldsmith.)
Amram va compondre la partitura del documental Boys of Winter del 2001, sobre la vida de les estrelles de beisbol dels "Brooklyn Dodgers" dels anys 40 i 50, Pee Wee Reese i Carl Erskine. El llargmetratge va ser guardonat amb l'honor de "Millor pel·lícula documental" al Festival de Cinema Independent de Nova York d'aquell any. El 2013, va escriure la partitura de la comèdia dramàtica de Michael Patrick Kelly Isn't It Delicious, protagonitzada per Kathleen Chalfant i Keir Dullea.

## Llums laterals de carrera
En una entrevista de 2007, va observar:
| « | "El pennywhistle és un instrument versàtil. De la mateixa manera que un violí es pot utilitzar per a la música clàssica o bluegrass, el pennywhistle es pot utilitzar de diferents maneres. El públic de Kenya va gaudir quan vaig anar-hi per al Consell Mundial. d'Esglésies i va tocar música africana el 1976. Dizzy Gillespie va cavar com vaig fer servir el pennywhistle com a instrument de jazz quan vaig tocar amb ell a l'Havana el 1977." | » |

En el seu llibre Vibracions de 1968, descriu fer una truita per a Charlie Parker amb "cebes fregides, melmelada, xarop d'auró, cansalada, tomàquets, cobertes amb maionesa calenta amb una mica d'all fregit i una mica de salsa de formatge", dient que "es van enlluernar". porcions amb borscht i refresc de taronja.
Amram s'esmenta a la popular cançó infantil "Peanut Butter Sandwich" de Raffi, a la línia "un per mi i un per David Amram", fet que Amram va dir que "impressionava" els seus fills; Raffi va admetre més tard que havia esmentat Amram perquè "no se li va ocórrer res [més] per rimar amb 'jam'".

## Discografia
Ha compost predominantment en el camp de música de jazz. Va fer el seu debut en la música de cinema el 1958 i encara està actiu actualment, per bé que amb una producció minúscula en termes de quantitat. Tanmateix, fora del món del cinema, Amram ha escrit més de 100 obres orquestrals i de cambra, incloent-hi dues òperes i uns quants treballs pel teatre, i ha col·laborat amb músics notables com Leonard Bernstein, Dizzy Gillespie, Charlie Mingus i Tito Puente. És també l'autor d'uns quants llibres sobre música i història de música, i d'unes quantes memòries basades en la seva vida.

## Filmografia
- The Source (1999)
- Frog Crossing (1996)
- Pigeon Feathers (1987) (TV)
- The Beat Generation: An American Dream (1987)
- Medea (1983/I) (TV)
- El compromís (The Arrangement) (1969)
- El missatger de la por (1962)
- Esplendor a l'herba (1961)
- The Young Savages (1961)
- Cry Vengeance! (1961) (TV)
- Pull My Daisy (1959)

## Discografia
As leader
- The Eastern Scene (Decca, 1957)
- The Young Savages (Columbia, 1961)
- The Arrangement (Warner Bros., 1969)
- No More Walls (RCA, 1971)
- Subway Night (RCA Victor, 1973)
- Triple Concerto for Woodwind, Brass, Jazz Quintets and Orchestra (RCA, 1974)
- Summer Nights/Winter Rain (RCA Victor, 1976)
- Havana/New York (Flying Fish, 1978)
- At Hume/Around the World (Flying Fish, 1980)
- Autobiography (Flying Fish, 1982)
- Latin-Jazz Celebration (Elektra/Musician, 1983)
- Live at Musikfest! (New Chamber Music, 1990)
- An American Original (Newport Classic, 1993)
- On the Waterfront On Broadway (Varèse Sarabande, 1995)
- Three Concertos (Newport Classic, 1995)
- The Final Ingredient (Premier, 1996)
- The Manchurian Candidate (Premier, 1997)
- Southern Stories (Chrome, 1999)
- So in America: Selected Chamber Music Compositions 1958–2017 (Affetto, 2018)

Com a sideman
- Pepper Adams, Modern Jazz Survey 2/Baritones & French Horns (Prestige, 1957)
- Richard Barone, Sorrows & Promises (Ship to Shore, 2017)
- David Bromberg, David Bromberg (Columbia, 1971)
- Betty Carter, Betty Carter (Verve, 1990)
- Kenny Dorham, Blue Spring (Riverside, 1959)
- Kenny Dorham, Kenny Dorham and Friends (Jazzland, 1962)
- Fireships, Fireships (Revelator Music, 2015)
- Curtis Fuller, Curtis Fuller and Hampton Hawes with French Horns (Status, 1965)
- Steve Goodman, Say It in Private (Asylum, 1977)
- Steve Goodman, Artistic Hair (Red Pajama, 1983)
- Steve Goodman, The Easter Tapes (Red Pajama, 1996)
- Lionel Hampton, Crazy Rhythm (EmArcy, 1955)
- Lionel Hampton, Jam Session in Paris (EmArcy, 1955)
- Steve Martin, The Crow (Rounder, 2009)
- Mat Mathews, 4 French Horns Plus Rhythm (Elektra, 1957)
- John McEuen, Roots Music Made in Brooklyn (Chesky, 2016)
- T. S. Monk, Monk On Monk (N2K Encoded Music, 1997)
- Oscar Pettiford, In Hi-Fi (ABC-Paramount, 1956)
- Oscar Pettiford, Oscar Pettiford Orchestra in Hi-Fi Vol. Two (ABC-Paramount, 1958)
- Sal Salvador, Colors in Sound (Decca, 1958)
- Pete Seeger, Tomorrow's Children (Appleseed, 2010)
- Rosalie Sorrels, What Ever Happened to the Girl That Was (Paramount, 1973)
- Kate Taylor, Kate Taylor (Columbia, 1978)
- Happy Traum, Just for the Love of It (Lark's Nest Music, 2015)
- Loudon Wainwright III, Album III (Columbia, 1972)
- Jerry Jeff Walker, Too Old to Change (Elektra, 1979)
- Mary Lou Williams, Music for Peace (Mary, 1970)
- Mary Lou Williams, Mary Lou's Mass (Mary, 1975)
- Havana/New York (Flying Fish Records, 1992)
- Pull My Daisy (Premier Recordings, 1995)
- At Home/Around the World (Flying Fish Records, 1996)
- No More Walls (Flying Fish Records, 1997)
- Triple Concerto (Flying Fish Records, 1998)
- Southern Stories (Cedar Glen, 1999)
- Manchurian Candidate (Premier Recordings, 1997)
- David Amram (Naxos, 2004)
- Pictures of the Gone World (Synergy Ent, 2005)